# Garnett Brown
Garnett Brown jr. (Memphis, 31 januari 1936 – 9 oktober 2021) was een Amerikaanse jazztrombonist en componist.

## Biografie
Garnett Brown studeerde piano en studeerde af aan de universiteit van Arkansas in Pine Bluff. Later studeerde hij ook af in filmdramaturgie en elektronische muziek aan de UCLA. Zijn muziekcarrière begon in een r&b-platenzaak. In 1962 speelde hij bij Chico Hamilton en in 1964 trad hij met George Russell op in Zweden. Daarna doceerde hij in New York aan openbare scholen en nam hij in 1968 met de Thad Jones/Mel Lewis-bigband deel aan het Berkeley Jazz Festival. Daarna speelde hij in het sextet van Herbie Hancock en werkte hij mee aan diens albums Man-Child en Sunlight. In 1974 won hij de DownBeat-lezerspoll als beste trombonist en werkte hij in 1976 mee bij een liveconcert van Bobby Bland en B.B. King (Together Again…Live). Bovendien speelde hij met de formatie The Crusaders (Street Life, 1979) en was hij betrokken bij plaatopnamen van Billy Cobham (Crosswinds, 1974), Lou Donaldson, Roland Kirk, Lionel Hampton, Teddy Edwards, Booker Ervin, Gil Evans (Blues in Orbit, 1969), Dizzy Gillespie, Eddie Harris, Gene Harris, Hubert Laws, Duke Pearson, Horace Silver, McCoy Tyner en Joe Thomas. In latere jaren werkte Brown als componist voor film en televisie. In 1989 leidde hij het filmorkest voor de film Harlem Nights. In 1955 formeerde hij met de bevriende George Bohanon, Maurice Spears en Thurman Green de formatie BoneSoir. In 1996 speelde hij in de bigband van Buddy Collette.

## Discografie
- 1962: George Russell: The Outer View (OJC)
- 1965: Duke Pearson: Honeybuns (Koch Records)
- 1966: Thad Jones/Mel Lewis Orchestra: All My Yesterdays: The Debut 1966 Recordings at the Village Vanguard (Resonance Records, ed. 2016)
- 1966: Booker Ervin: Heavy! (OJC)